# 潋江镇
潋江镇，是中华人民共和国江西省赣州市兴国县下辖的一个乡镇级行政单位。

## 行政区划
潋江镇下辖以下地区：
背街社区、南门社区、东街社区、西街社区、将军园社区、国兴社区、平川社区、东河社区、筲箕村、五里亭村、凤凰村、澄塘村、杨澄村、睦敬村、下渡村、联群村、和睦村、南外村、坝南村、罗廖村、洪门村和猫岭村。

## 交通
- 京九铁路、兴泉铁路：兴国站